# Petrer
Petrer är en kommun i Spanien.   Den ligger i provinsen Provincia de Alicante och regionen Valencia, i den sydöstra delen av landet, 300 km sydost om huvudstaden Madrid. Antalet invånare är 34 697. Arean är 104 kvadratkilometer. Petrer gränsar till Agost, Sax och Castalla. 
Terrängen i Petrer är kuperad.